# Uno Röndahl
Per Uno Agathon Röndahl, född 19 september 1924 i Näsum i Villands härad, död 10 oktober 2010 i Näsum, var en svensk polis och författare.
Röndahls författarskap kretsade kring den skånska historien och då främst 1600-talens krigshändelser i gränsområdena mellan dåtida danska Skåne/Blekinge och det svenska Småland.  
Röndahls karriär började i den svenska marinen och han blev sedan polis i Stockholm. Redan under barndomen hade hans intresse väckts för Skånelands historia. Under sin tid i Stockholm fick han rika tillfällen att besöka museer, bibliotek och arkiv. Detta intresse följde honom när han senare tillträdde som i Kristianstad. Med forskningsmetoder som liknade den av en kriminaldetektivs enträgna nyfikenhet kompletterade han under många år sina excerpter av gamla dokument genom arkivstudier i Lund, Kristianstad och också på Rigsarkivet i Köpenhamn.
Resultaten gav en ofta mycket brutal bild av krigshändelserna i de dåtida gränstrakterna mellan Sverige och Danmark. På ett närmast chockerande sätt lyftes fram de svåra livsvillkoren för den dåtida civilbefolkningen.
I ett antal böcker kunde denna kunskap spridas vilka gav en mer nyanserad bild på individplan av regionens historia än tidigare.
1981 publicerade han boken Skåneland utan förskoning (ny upplaga 1993). Denna bok blev en hård kritik mot den etablerade beskrivningen av de svenska krigen i de gamla danska provinserna Skåne, Halland och Blekinge under andra hälften av 1600-talet. Uno Röndahl hävdade att det som i svenska historieböcker oftast kallats för ”en fredlig övergång från Danmark till Sverige” inte var så fredlig som man ofta hävdat. Till en början mottogs de med viss skepsis i en del akademiska kretsar, men används numera som värdefull referenslitteratur.
Boken ”Skåneland II – På jakt efter historien”, utkom 1986. I denna diskuterar Röndahl konsekvenserna av att undanhålla människor deras historia. Han beskriver i boken många av de historiska personer, även verksamma före 1658, som spelat viktig roll i de gamla danska provinserna Halland, Skåne och Blekinges historia. 
Boken ”Skåneland ur det fördolda” kom ut 1996 och handlar om många människoöden bland den enkla civilbefolkningen som ofta glöms bort i historieskrivningarna eller i bästa fall kallas för ”en hop bönder”, ”snapphanar” och liknande. 
År 2006 utkom ”Herulerna, det bortglömda folket” som han var medförfattare till.
Röndahl blev, trots sina gedigna efterforskningar i det primära källmaterialet aldrig helt erkänd av det akademiska etablissemanget men på senare tid har hans arbete alltmer börjat användas som referensmaterial i olika historiska sammanhang.[källa behövs]